# КДХР-1Н
КДХР-1Н — советский и российский комплекс дистанционной химической разведки. Разработан в научно-производственном объединении «Астрофизика».

## История создания
Комплекс КДХР-1Н был разработан в научно-производственном объединении «Астрофизика». В 1988 году машина была принята на вооружение Советской армии.

## Описание конструкции
Основным предназначением КДХР-1Н является дистанционное обнаружение и наблюдение химического заражения наземного слоя атмосферы. Комплекс позволяет обнаруживать аэрозоли отравляющих веществ. Для обнаружения используется лазерный локатор. За каждый цикл машина позволяет контролировать территорию площадью до 70 квадратных км. Время одного цикла составляет 60 секунд. При обнаружении отравляющего облака, машина определяет координаты, а также линейные размеры облака и выдаёт предупреждающие сигналы. Время выдачи координат и размеров облака с отравляющими веществами не превышает 10 секунд, при этом погрешность в измерениях дальности и глубины облака не более 30 метров. Дополнительно КДХР-1Н оснащается автоматическим газосигнализатором ГСА-12 и полуавтоматическим газоопределителем ПГО-11. Кроме того имеется возможность ведения радиационной разведки, для этого в машине имеется измеритель мощности дозы ИМД-21Б, а также средства индивидуальной и коллективной защиты экипажа. общее время работы КДХР-1Н в автоматическом режиме без дозаправки составляет до 130 ч, а после совершения маршброска на 500 км — до 3 ч.
При работе на местности КДХР-1Н способна использовать аппаратуру топопривязки ТНА-4-6. Связь с командованием обеспечивается встроенными радиостанциями Р-123 и Р-171.
Вся аппаратура машины размещается на многоцелевом легкобронированном шасси МТ-ЛБу.

## Оценка машины
В ходе государственных испытаний комплекс показал высокую оперативность при обнаружении и определении параметров аэрозолей отравляющих веществ. На момент принятия на вооружение, КДХР-1Н являлся первым и уникальным в своём классе комплексом.